# کریستینا اپل‌گیت
کریستینا اپل‌گیت (به انگلیسی: Christina Applegate) (زاده ۲۵ نوامبر ۱۹۷۱) بازیگر آمریکایی و برنده جایزه امی برای نقشش در مجموعه تلویزیونی دوستان است.

## سرطان سینه
مجله مردم در تاریخ ۳ اوت ۲۰۰۸ برای اولین بار خبری را منتشر کرد، مبنی بر اینکه کریستینا اپل‌گیت دچار بیماری سرطان سینه شده است.
نهایتاً در تاریخ ۱۹ اوت ۲۰۰۸، اپل‌گیت در مصاحبه با برنامه تلویزیونی صبح بخیر آمریکا اعلام کرد که خوشبختانه سرطان سینه وی در مراحل اولیه تشخیص داده شده بود و از این روی، برای جلوگیری از گسترش بیماری، به وسیله عمل جراحی، هر دو سینه وی در یک عمل جراحی از بدن وی درآورده شد. وی مدعی شد که اکنون کاملاً سلامتی خود را بازیافته است.

## گزیده فیلم‌شناسی
فهرست برخی از فیلم‌هایی که کریستینا اپل‌گیت در آنها به ایفای نقش پرداخته است:
- آرواره‌های شیطان-۱۹۸۲
- خیابان‌ها-۱۹۹۰
- به مامان نگو پرستار بچه مرده-۱۹۹۱
- ارتعاش-۱۹۹۵ در نقش آنامیکا
- بیل وحشی-۱۹۹۵
- مریخ حمله می‌کند!-۱۹۹۶ در نقش شارونا
- هیچ‌کجا-۱۹۹۷
- مافیا!-۱۹۹۸
- ضربه بزرگ-۱۹۹۸
- انتقام-۱۹۹۹
- معجون زمان ۳-۲۰۰۱
- سل گود-۲۰۰۱
- شیرین‌ترین چیز-۲۰۰۲
- دزدی بزرگ پارسونز-۲۰۰۳
- سرزمین عجایب-۲۰۰۳
- نمایی از بالا-۲۰۰۳ در نقش کریستین مونتگومری
- نجات کریسمس-۲۰۰۴
- گوینده: افسانه ران برگندی-۲۰۰۴ در نقش ورونیکا کورنینگستون
- کارمند ماه-۲۰۰۴
- راکر-۲۰۰۸
- آلوین و سنجاب‌ها ۲-۲۰۰۹
- فاصله گرفتن-۲۰۱۰
- گربه‌ها و سگ‌ها: انتقام از کیتی گالور-۲۰۱۰
- مجوز موقت-۲۰۱۱
- آلوین و سنجاب‌ها ۳-۲۰۱۱
- گوینده ۲: افسانه ادامه دارد-۲۰۱۳
- کتاب زندگی-۲۰۱۴
- تعطیلات-۲۰۱۵
- آلوین و سمورچه‌ها: جاده چیپ-۲۰۱۵
- جوانان در اورگن-۲۰۱۶
- مادرهای بد-۲۰۱۶
- رابطه یک‌شبه-۲۰۱۷
- کریسمس مادرهای بد-۲۰۱۷

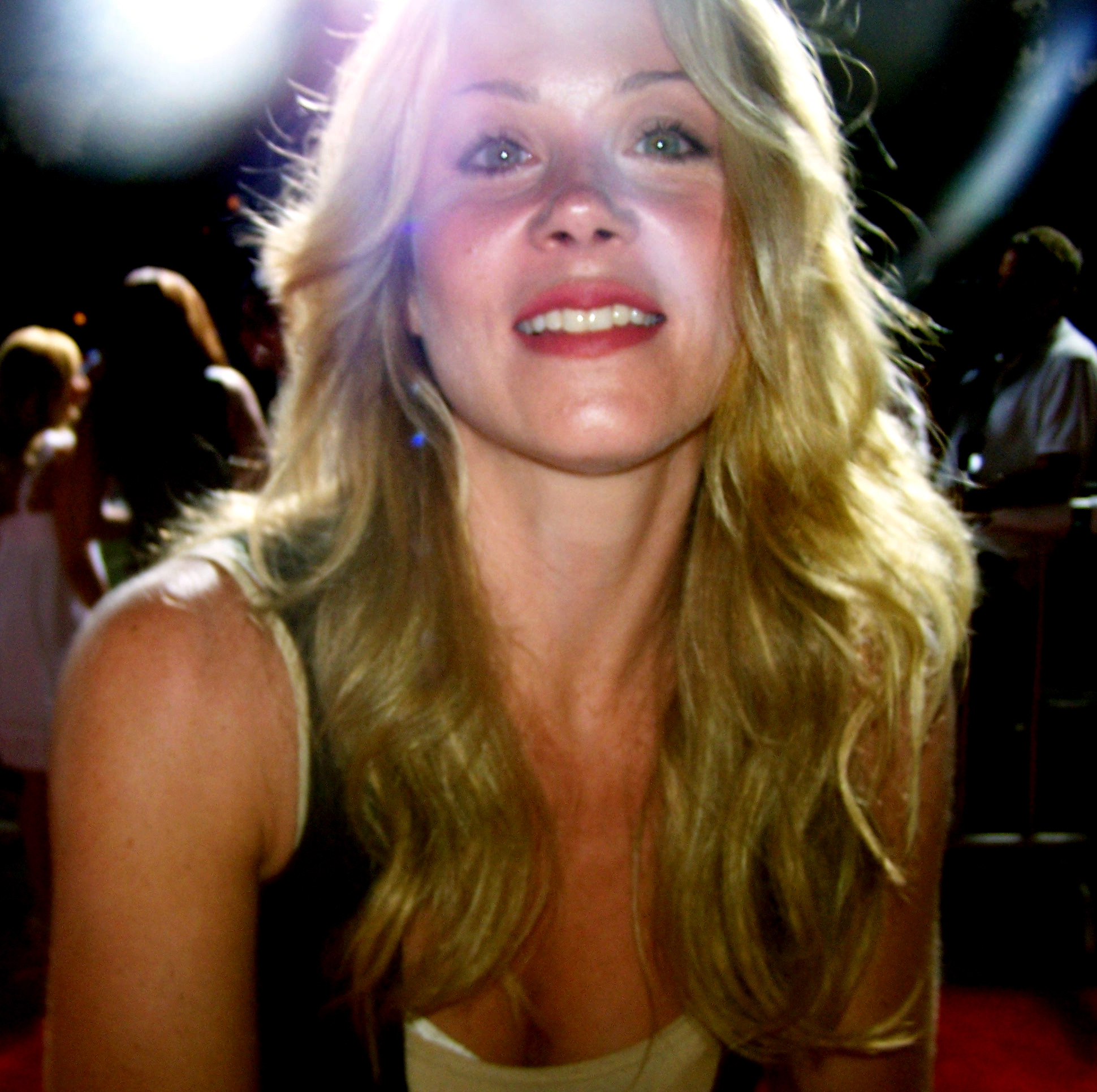
کریستینا اپل‌گیت
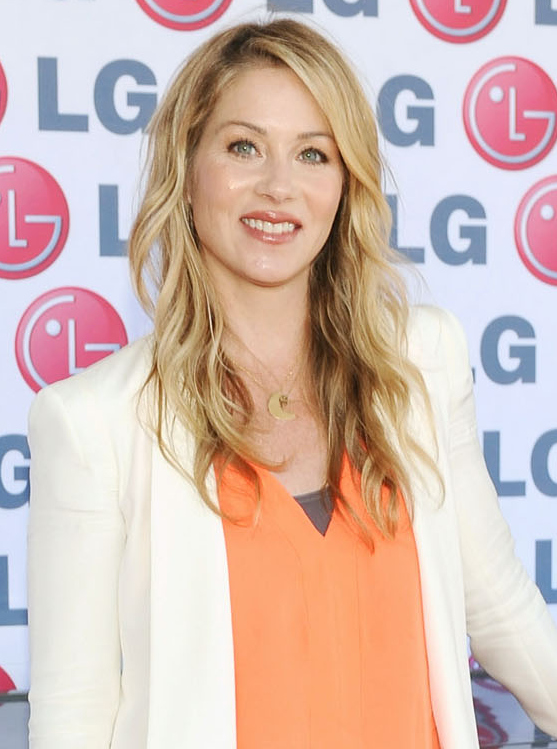
کریستینا اپل‌گیت شصتمین جوایز سالیانه امی، تئاتر نوکیا، ۲۱ سپتامبر ۲۰۰۸